# Maison à porte à fronton
La maison à porte à fronton  est située sur la commune de Collinée en France.

## Localisation
La maison est située sur la commune de Collinée dans le département des Côtes-d'Armor, dans la région Bretagne.

## Historique
La maison est inscrite partiellement au titre des monuments historiques par arrêté du 20 juillet 1964.

## Protection
Éléments protégés : les façades, toitures et souches de cheminées.

## Galerie

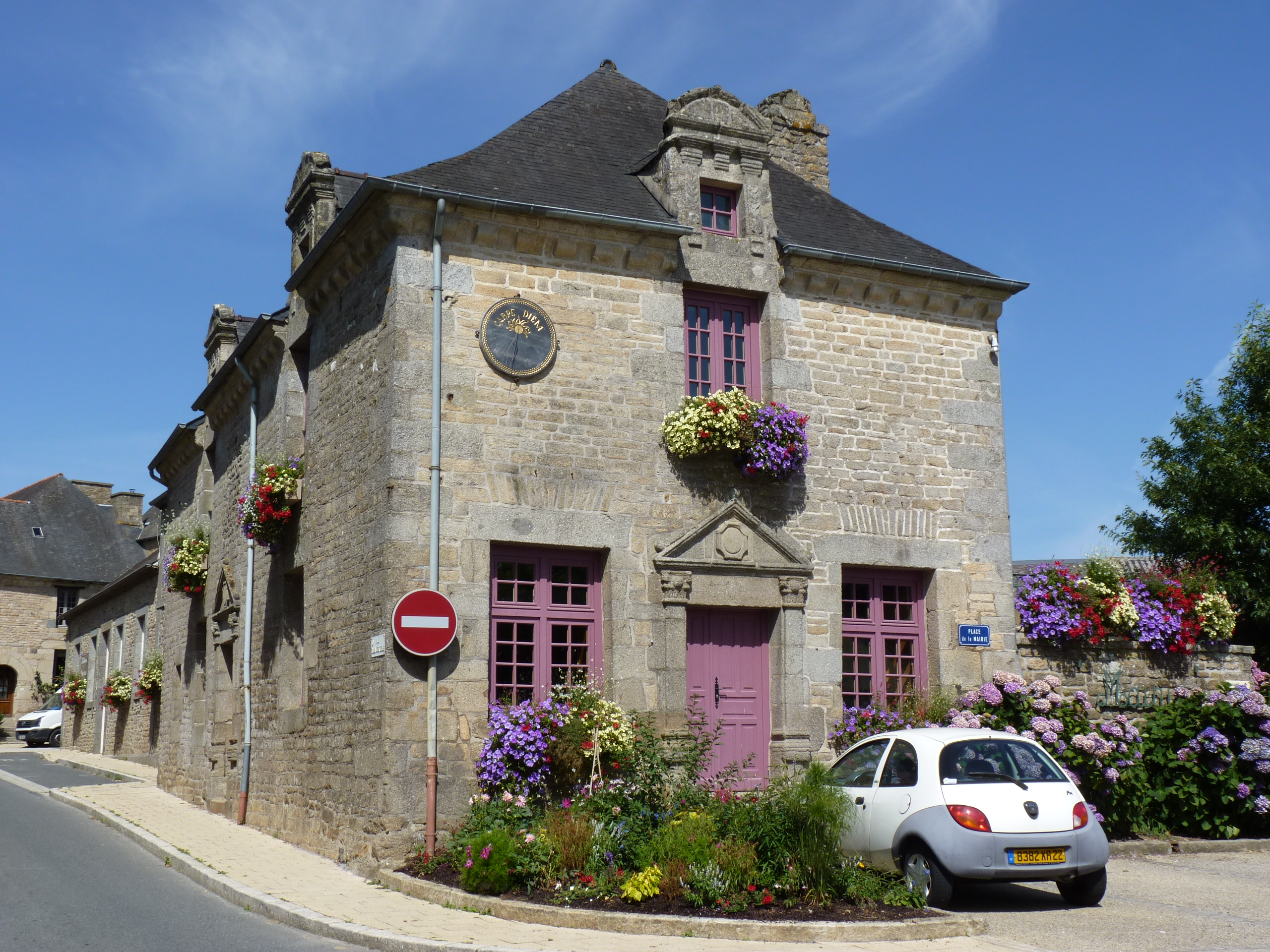
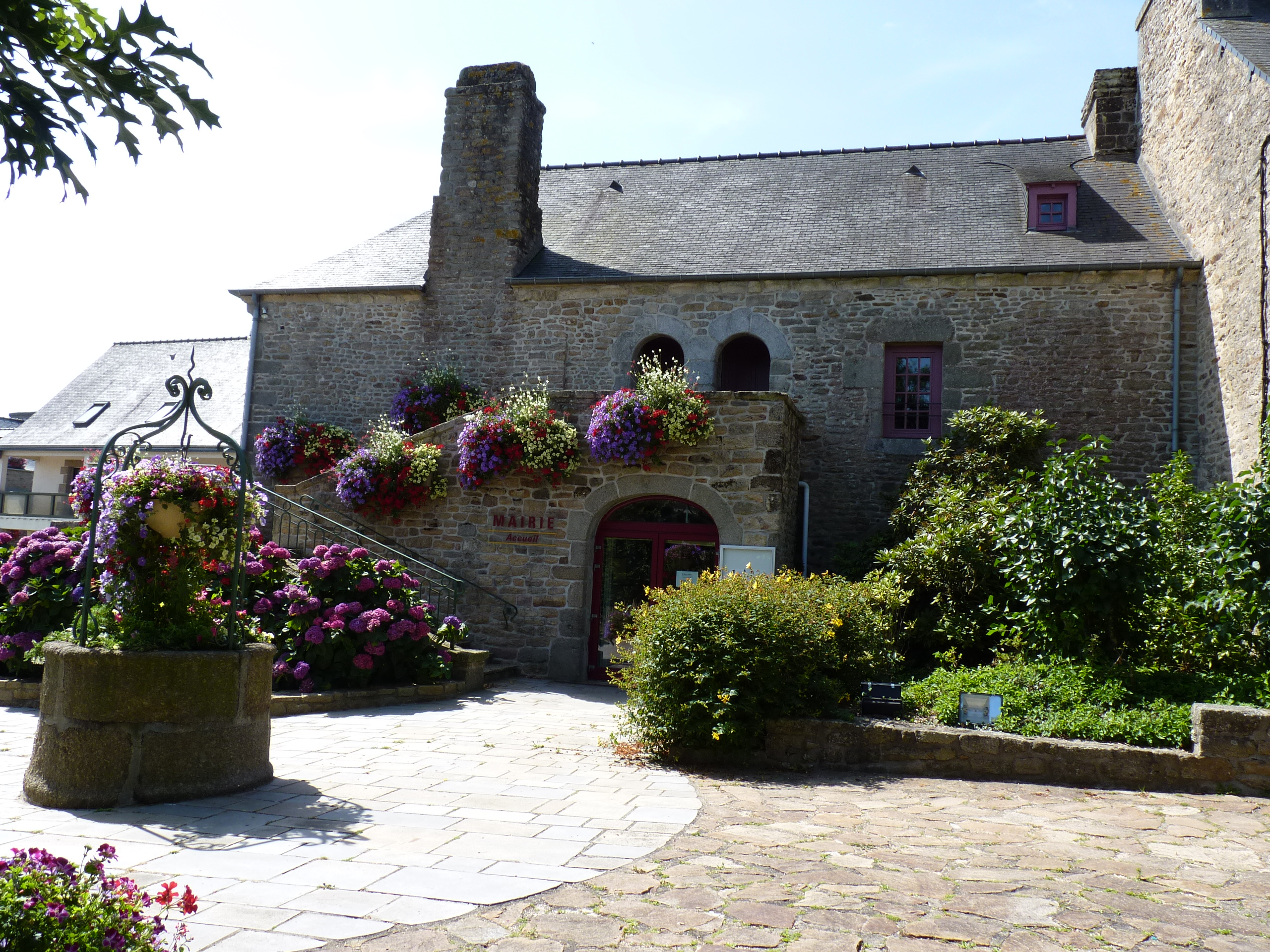
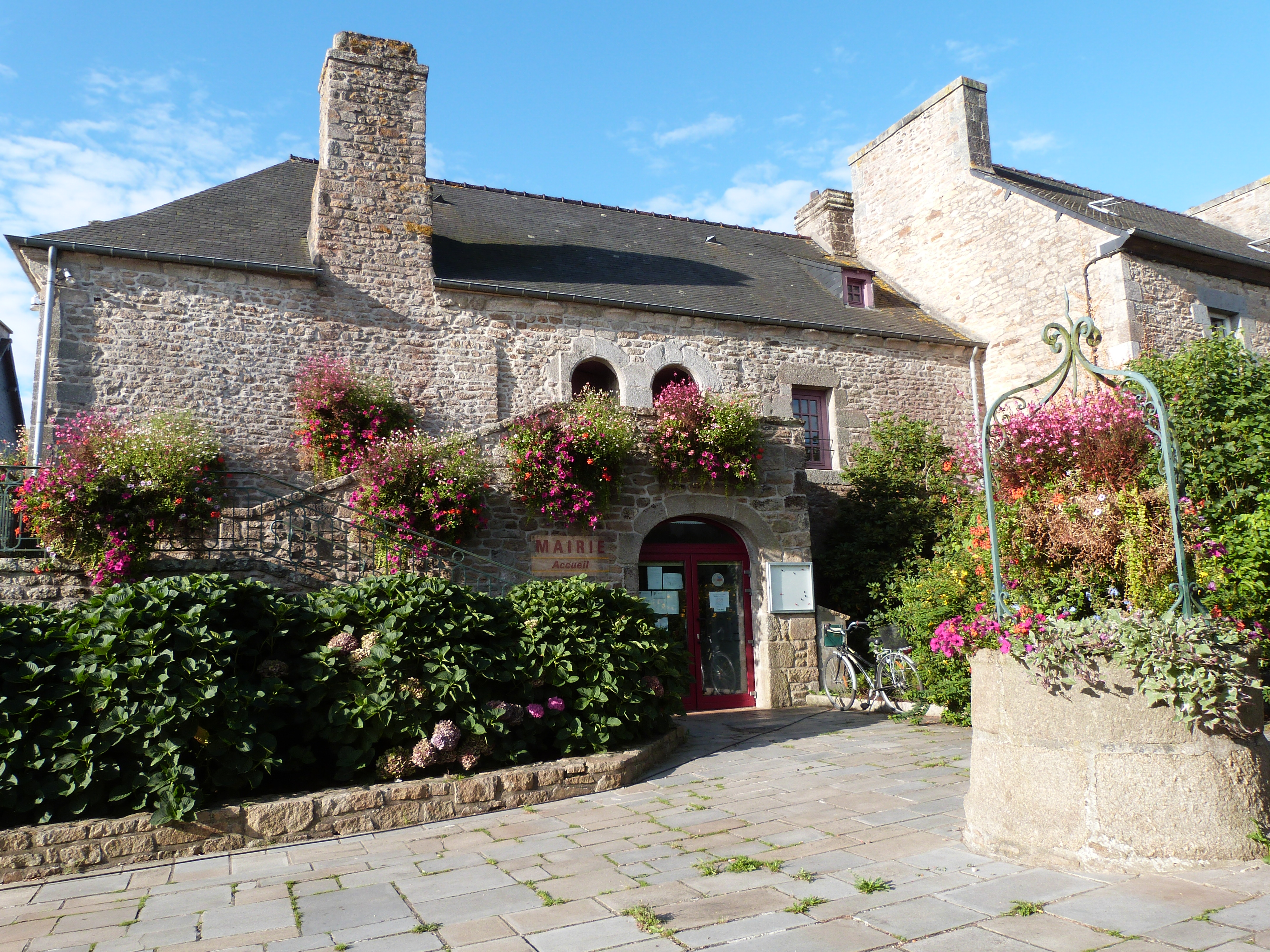
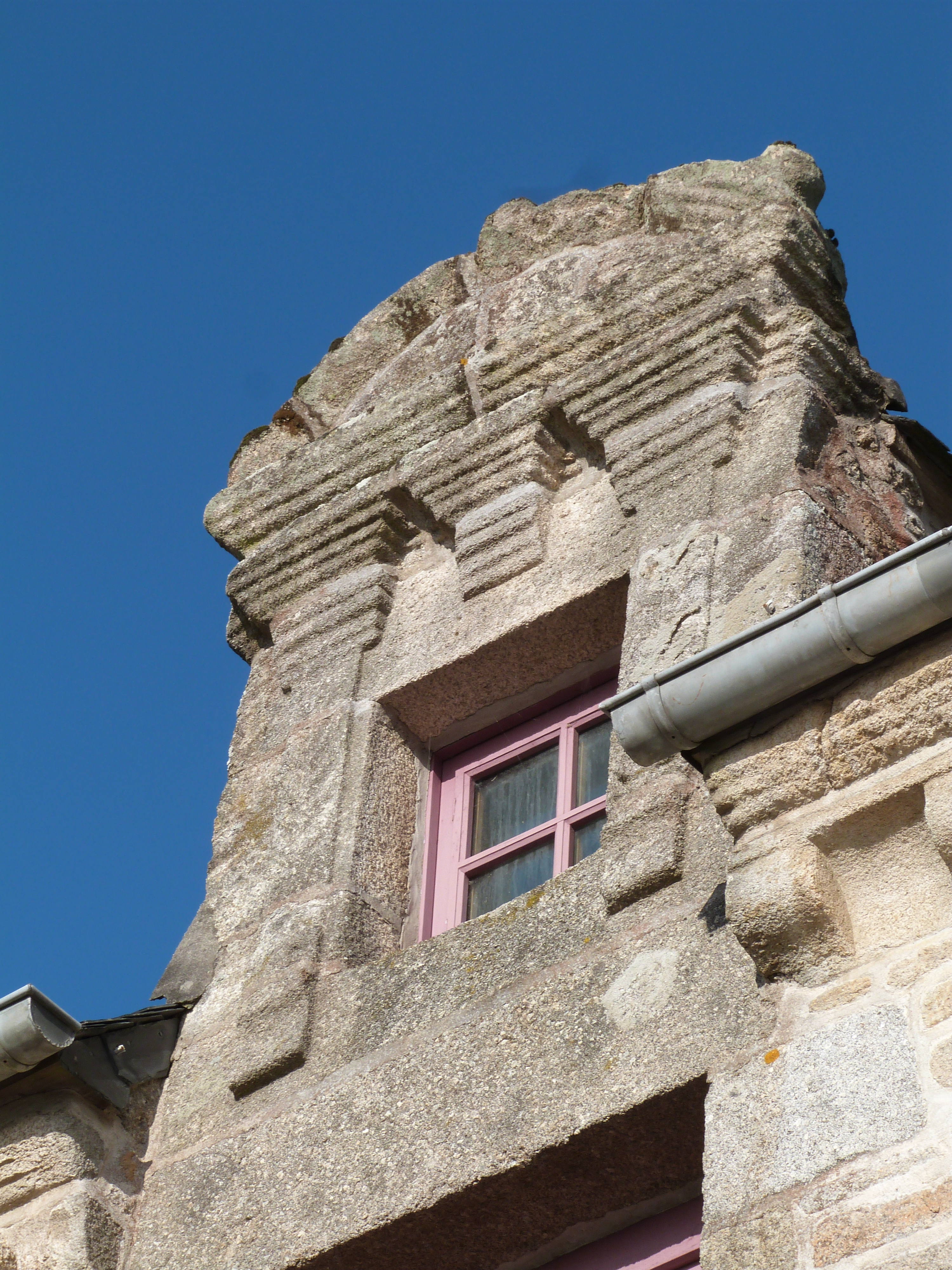